# Rivne, Tokmak
Rivne (în ucraineană Рівне, în germană Blumental) este un sat în comuna Nove din raionul Tokmak, regiunea Zaporijjea, Ucraina. Satul a fost locuit de germanii pontici.  

## Demografie
Componența lingvistică a localității Rivne
     Ucraineană (100%)
Conform recensământului din 2001, toată populația localității Rivne era vorbitoare de ucraineană (100%).